# Bragança (gmina)
Bragança – gmina w Portugalii, w regionie Północ, w podregionie Alto Trás-os-Montes, w dystrykcie Bragança. Siedzibą administracyjną jest miasto Bragança.

## Demografia
| Liczba ludności gminy Bragança (1801–2011) | Liczba ludności gminy Bragança (1801–2011) | Liczba ludności gminy Bragança (1801–2011) | Liczba ludności gminy Bragança (1801–2011) | Liczba ludności gminy Bragança (1801–2011) | Liczba ludności gminy Bragança (1801–2011) | Liczba ludności gminy Bragança (1801–2011) | Liczba ludności gminy Bragança (1801–2011) | Liczba ludności gminy Bragança (1801–2011) | Liczba ludności gminy Bragança (1801–2011) |
| ------------------------------------------ | ------------------------------------------ | ------------------------------------------ | ------------------------------------------ | ------------------------------------------ | ------------------------------------------ | ------------------------------------------ | ------------------------------------------ | ------------------------------------------ | ------------------------------------------ |
| 1801                                       | 1849                                       | 1900                                       | 1930                                       | 1960                                       | 1981                                       | 1991                                       | 2001                                       | 2004                                       | 2011                                       |
| 27 961                                     | 16 929                                     | 30 513                                     | 29 750                                     | 37 553                                     | 35 380                                     | 33 055                                     | 34 750                                     | 34 774                                     | 35 341                                     |

## Sołectwa
Sołectwa gminy Bragança (ludność wg stanu na 2011 r.):

- Alfaião (173 osoby)
- Aveleda (196)
- Babe (238)
- Baçal (484)
- Calvelhe (97)
- Carragosa (190)
- Carrazedo (114)
- Castrelos (127)
- Castro de Avelãs (460)
- Coelhoso (319)
- Deilão (168)
- Donai (446)
- Espinhosela (244)
- Faílde (150)
- França (238)
- Gimonde (341)
- Gondesende (194)
- Gostei (425)
- Grijó de Parada (296)
- Izeda (1006)
- Macedo do Mato (208)
- Meixedo (163)
- Milhão (161)
- Mós (178)
- Nogueira (495)
- Outeiro (301)
- Parada (507)
- Paradinha Nova (109)
- Parâmio (214)
- Pinela (219)
- Pombares (41)
- Quintanilha (216)
- Quintela de Lampaças (215)
- Rabal (171)
- Rebordainhos (146)
- Rebordãos (546)
- Rio de Onor (76)
- Rio Frio (203)
- Salsas (389)
- Samil (1246)
- Santa Comba de Rossas (304)
- Santa Maria (3940)
- São Julião de Palácios (232)
- São Pedro de Sarracenos (366)
- Sé (17 913)
- Sendas (183)
- Serapicos (208)
- Sortes (296)
- Zoio (189)